# Kanal K
Kanal K ist ein nicht gewinnorientiertes Lokalradio in der Region Aargau/Solothurn, mit Sitz in der Stadt Aarau, Schweiz.
Kanal K ist Mitglied von corall - Allianz der Komplementärradios und versteht sich als gemeinnütziges Community-, Musik- und Ausbildungsradio.

## Organisation und Inhalte
Kanal K erfüllt einen Leistungsauftrag vom Bundesamt für Kommunikation und veranstaltet ein Radio-Programm, das sich thematisch, kulturell und musikalisch von den anderen im Sendegebiet tätigen Radios unterscheidet. Die Programminhalte müssen lokal, partizipativ und integrativ sein.
Kanal K besteht aus zwei Gremien: Dem Trägerschaftsverein «IG Regionalradio» und der Aktiengesellschaft «Regionalradio Aargaudio AG». Der Verein unterstützt alle Bestrebungen zur Errichtung und zum Betrieb eines basisnah organisierten, demokratisch bestimmten, nichtkommerziellen Lokalradios. Die Gesellschaft bezweckt den Betrieb des nichtkommerzorientierten Lokalradios.
Mitglieder des Trägervereins IG Regionalradio können entweder als Aktive kostenlose Radiokurse belegen und anschliessend eigene Sendungen auf Kanal K produzieren oder den Sender als Passivmitglied unterstützen. Tagsüber besteht das Programm hauptsächlich aus Musik. Abends sind entweder redaktionelle Beiträge zu Themen der Gesellschaft, Politik, Kultur, Nachhaltigkeit, Integration oder Jugend der Ausbildungsredaktion oder Sendungen in insgesamt über 17 verschiedenen Sprachen der freiwilligen Sendungsmachenden zu hören.
Als Ausbildungsradio bietet Kanal K ein 6-monatiges radiojournalistisches Praktikum an und ermöglicht so Jugendlichen und jungen Erwachsenen einen Einblick in die Schweizer Medienwelt.